# ماساهیکو ایچیکاوا
ماساهیکو ایچیکاوا (انگلیسی: Masahiko Ichikawa؛ زادهٔ ۱۷ سپتامبر ۱۹۸۵) بازیکن فوتبال اهل ژاپن است.
از باشگاه‌هایی که در آن بازی کرده‌است می‌توان به باشگاه فوتبال توکیو وردی اشاره کرد.